# Montegiorgio
Montegiorgio är en ort och kommun i provinsen Fermo i regionen Marche i Italien. Kommunen hade 6 702 invånare (2018).